# 공개 키 암호 표준
공개 키 암호 표준(Public-Key Cryptography Standard, PKCS)은 RSA 시큐리티에서 정한, 공개 키 암호에 대한 사용 방식에 대한 표준 프로토콜이다.
| 약어     | 버전 | 이름                                                                         | 설명 |
| -------- | ---- | ---------------------------------------------------------------------------- | --- |
| PKCS #1  | 2.1  | RSA 암호 표준(RSA Cryptography Standard)                                     | RFC 3447에 기술되어 있다. RSA의 공개 키와 비밀 키(ASN.1으로 인코딩됨)에 대한 수학적 성질과 규격에 대해 정의하고 있으며, 또한 RSA 암호화와 복호화, 서명 검증을 구현하는 데에 필요한 알고리즘과 인코딩/패딩 등의 규격을 정의한다.                                                                                  |
| PKCS #2  | -    | (철회됨)                                                                     | 현재는 사용하지 않는다. 메시지 다이제스트를 RSA 암호화하는 부분을 다루고 있었으며, 해당 내용은 PKCS #1으로 합쳐졌다. |
| PKCS #3  | 1.4  | 디피-헬만 키 교환 표준(Diffie-Hellman Key-Agreement Standard)                | 디피-헬만 키 교환 방법을 이용한 통신에 대해 정의한다. |
| PKCS #4  | -    | (철회됨)                                                                     | 현재는 사용하지 않는다. RSA 키를 표현하는 규격을 다루고 있었으며, PKCS #1으로 합쳐졌다. |
| PKCS #5  | 2.0  | 비밀번호 기반 암호화 표준(Password-based Encryption Standard)                | 비밀번호에 기반한 암호 시스템을 구현할 때 고려해야 할 점을 설명한다. RFC 2898에 기술되어 있다. |
| PKCS #6  | 1.5  | 인증서 확장 문법 표준(Extended-Certificate Syntax Standard)                  | X.509 인증서 규격의 v1을 확장했다. 현재는 X.509 v3가 있어 사용되지 않는다. |
| PKCS #7  | 1.5  | 암호 메시지 문법 표준(Cryptographic Message Syntax Standard)                 | RFC 2315에 기술되었다. 암호화한 데이터를 표현하는 방식에 대한 표준이다. |
| PKCS #8  | 1.2  | 개인키 정보 문법 표준(Private-Key Information Syntax Standard)               | RFC 5208에 기술되었다. 공개키 암호에서 사용되는 비밀키 값에 대한 문법을 정의한다. |
| PKCS #9  | 2.0  | Selected Attribute Types                                                     | 다른 PKCS에서 사용하는 속성값들에 대하여 정의한다. |
| PKCS #10 | 1.7  | 인증서 요청 표준(Certification Request Standard)                             | RFC 2986에 기술되었다. 인증 기관에 인증서를 요청할 때 사용하는 프로토콜을 정의한다. |
| PKCS #11 | 2.20 | 암호 토큰 인터페이스(Cryptographic Token Interface)                          | Cryptoki라고도 부른다. 암호 토큰(Hardware Security Module 참고)에 대한 범용 인터페이스를 정의하는 API이다. 주로 Single Sign-On, 공개 키 암호 방식, 디스크 암호화 시스템에 사용한다. |
| PKCS #12 | 1.0  | 공개 키 인증서 교환 문법 표준(Personal Information exchange syntax standard) | 비밀번호로 보호된, 대칭키와 공개 키 인증서에 동봉된 개인 키들을 저장하는 데 일반적으로 사용되는 파일 형식을 정의한다. .pfx는 pkcs #12 파일형식 확장자이다. 이 파일 형식은 여러 개의 개체(예: 다중 인증서, 다중 키)를 포함할 수 있으며 보통, 비밀번호로 보호되거나 암호화된,. java 키 저장소의 형식으로 사용된다. |
| PKCS #13 | –    | 타원 곡선 암호 표준(Elliptic Curve Cryptography Standard)                    | (버려진 것으로 보인다) |
| PKCS #14 | –    | 유사난수 생성기(Pseudo-random Number Generation)                             | (버려진 것으로 보인다. 관련 문서가 존재하지 않음) |
| PKCS #15 | 1.1  | 암호 토큰 정보 형식 표준(Cryptographic Token Information Format Standard)    | 응용프로그램의 암호토큰인터페이스(#11)이나 다른 API와 무관하게, 암호 토큰의 사용자가 응용프로그램에서 자신을 식별할 수 있는 표준을 정의한다. RSA는 이 표준의 IC카드 관련된 부분을 ISO/IEC 7816-15에 넣기를 포기했다.                                                                                             |

1. ↑  “PKCS #9: Selected Attribute Types”. RSA Laboratories. 2012년 5월 15일에 원본 문서에서 보존된 문서. 2012년 6월 18일에 확인함.
2. ↑  Security Token/Smartcard Support in FreeOTFE